# Shijo Kingo
Shijo Kingo (1230 – 1300) var en japansk samurai og discipel af Nichiren Daishonin. Shijo Kingo kaldtes også Nakatsukasa Saburo Saemon-no-jo.